# AFC Champions League 2016
Die AFC Champions League 2016 war die 14. Spielzeit des wichtigsten asiatischen Wettbewerbs für Vereinsmannschaften im Fußball unter dieser Bezeichnung und die 35. insgesamt. Am Wettbewerb nahmen 45 Klubs aus 17 Landesverbänden teil. Die Saison begann mit der ersten Qualifikationsrunde am 27. Januar und wurde mit dem Rückspiel des Finales am 26. November 2016 beendet.
Der südkoreanische Verein Jeonbuk Hyundai Motors gewann den Wettbewerb zum zweiten Mal nach 2006 durch einen 2:1-Sieg im Hinspiel und einem 1:1-Unentschieden im Rückspiel gegen den al Ain Club aus den Vereinigten Arabischen Emiraten und qualifizierte sich damit als Repräsentant der AFC für die FIFA-Klub-Weltmeisterschaft 2016 in Japan. Titelverteidiger Guangzhou Evergrande aus China war bereits in der Gruppenphase ausgeschieden.
Torschützenkönig wurde der Brasilianer Adriano vom FC Seoul mit 13 Toren. Zum besten Spieler des Wettbewerbs wurde der aus den Vereinigten Arabischen Emiraten stammende Omar Abdulrahman ernannt.

## Qualifizierte Länder
Die Anzahl der Startplätze in den einzelnen Qualifikationsrunden und der Gruppenphase ermittelten sich aus der AFC-Vierjahreswertung 2014, die sich aus den Ergebnissen des jeweiligen Fußballverbandes bei AFC-Wettbewerben während der letzten vier Jahre zusammensetzte. Die Vereine wurden dabei zu 70 Prozent und die Nationalmannschaften zu 30 Prozent (maximal 100 Punkte) berücksichtigt.
- Zugelassen zur Champions League sind die nach der Vierjahreswertung 2014 jeweils 12 besten Verbände aus der West- und Ostregion.
  - Zur Westregion gehören die Verbände aus West-, Zentral- und Südasien, ausgenommen Indien und den Malediven.
  - Zur Ostregion gehören die Verbände aus Südost- und Ostasien sowie Indien und den Malediven.
- In beiden Regionen gibt es 12 direkte Startplätze in der Gruppenphase, die restlichen 8 (4 in jeder Region) werden durch die Qualifikation entschieden.
- Die besten 6 Verbände aus beiden Regionen erhalten direkte Startplätze in der Gruppenphase, die restlichen müssen in die Qualifikation.
  - Platz 1 und 2 erhalten drei direkte Startplätze und einen Qualifikationsplatz.
  - Platz 3 und 4 erhalten zwei direkte Startplätze und zwei Qualifikationsplätze.
  - Platz 5 erhält einen direkten Startplatz und zwei Qualifikationsplätze.
  - Platz 6 erhält einen direkten Startplatz und einen Qualifikationsplatz.
  - Platz 7 bis 12 erhalten einen Qualifikationsplatz.
- Das Maximum an Startplätzen lag bei einem Drittel der Gesamtzahl der Vereine der ersten Liga (so erhielt Australien nur drei Plätze, da in der A-League nur neun australische Vereine spielten).

| Rang   | Rang  | Verbands- mitglied | Punkte | Startplätze    | Startplätze   | Startplätze   | Startplätze   | Startplätze   |               |
| Rang   | Rang  | Verbands- mitglied | Punkte | Gruppen- phase | Qualifikation | Qualifikation | Qualifikation | Qualifikation | Qualifikation |
| Region | Ges.  | Verbands- mitglied | Punkte | Gruppen- phase | Play-off      | Runde 2       | Runde 1       |               |               |
| ------ | ----- | ------------------ | ------ | -------------- | ------------- | ------------- | ------------- | ------------- | ------------- |
| 01     | 02    | Saudi-Arabien      | 88,268 | 3              | 1             | 0             | 0             |               |               |
| 02     | 03    | Iran               | 80,794 | 3              | 1             | 0             | 0             |               |               |
| 03     | 5     | Usbekistan         | 62,272 | 3              | 1             | 0             | 0             |               |               |
| 04     | 07    | Ver. Arab. Emirate | 57,792 | 2              | 2             | 0             | 0             |               |               |
| 05     | 09    | Katar              | 56,102 | 1              | 2             | 0             | 0             |               |               |
| 06     | 10    | Irak               | 47,106 | 0              | 0             | 0             | 0             |               |               |
| 07     | 11    | Kuwait             | 45,225 | 0              | 0             | 0             | 0             |               |               |
| 08     | 12    | Jordanien          | 44,309 | 0              | 1             | 0             | 0             |               |               |
| 09     | 14    | Oman               | 30,586 | 0              | 0             | 0             | 0             |               |               |
| 10     | 16    | Bahrain            | 25,547 | 0              | 0             | 0             | 0             |               |               |
| 11     | 17    | Libanon            | 25,488 | 0              | 0             | 0             | 0             |               |               |
| 12     | 19    | Syrien             | 22,883 | 0              | 0             | 0             | 0             |               |               |
| Total  | Total | Total              | Total  | 12             | 8             | 0             | 0             |               |               |
| Total  | Total | Total              | Total  | 12             | 8             |               |               |               |               |

| Rang   | Rang  | Verbands- mitglied | Punkte | Startplätze    | Startplätze   | Startplätze   | Startplätze   | Startplätze   |               |
| Rang   | Rang  | Verbands- mitglied | Punkte | Gruppen- phase | Qualifikation | Qualifikation | Qualifikation | Qualifikation | Qualifikation |
| Region | Ges.  | Verbands- mitglied | Punkte | Gruppen- phase | Play-off      | Runde 2       | Runde 1       |               |               |
| ------ | ----- | ------------------ | ------ | -------------- | ------------- | ------------- | ------------- | ------------- | ------------- |
| 01     | 01    | Südkorea           | 94,866 | 3              | 1             | 0             | 0             |               |               |
| 02     | 04    | Japan              | 77,107 | 3              | 1             | 0             | 0             |               |               |
| 03     | 06    | Australien         | 57,940 | 2              | 1             | 0             | 0             |               |               |
| 04     | 08    | China              | 57,660 | 2              | 1             | 1             | 0             |               |               |
| 05     | 13    | Thailand           | 33,049 | 1              | 0             | 2             | 0             |               |               |
| 06     | 15    | Vietnam            | 27,753 | 1              | 0             | 1             | 0             |               |               |
| 07     | 18    | Indonesien         | 25,004 | 0              | 0             | 0             | 0             |               |               |
| 08     | 20    | Hongkong           | 20,077 | 0              | 0             | 1             | 0             |               |               |
| 09     | 21    | Myanmar            | 18,282 | 0              | 0             | 1             | 0             |               |               |
| 10     | 22    | Malaysia           | 18,153 | 0              | 0             | 1             | 0             |               |               |
| 11     | 23    | Indien             | 16,756 | 0              | 0             | 0             | 1             |               |               |
| 12     | 24    | Singapur           | 16,097 | 0              | 0             | 0             | 1             |               |               |
| Total  | Total | Total              | Total  | 12             | 4             | 7             | 2             |               |               |
| Total  | Total | Total              | Total  | 12             | 13            |               |               |               |               |

Anmerkungen
1. 1 2 3  Durch den Mangel an Teilnehmern in der Qualifikation für die Westregion rückte der vierte Verein aus den Vereinigten Arabischen Emiraten, der zweite und dritte Verein aus Katar und der einzige Verein aus Jordanien gleich in die Play-off-Runde vor.
2. ↑  Der Irak erhielt ursprünglich zwei Qualifikationsplätze, darf allerdings nicht an der Champions League teilnehmen, da keiner seiner Vereine eine Lizenz erhielt.
3. ↑  Kuwait erhielt ursprünglich einen Qualifikationsplatz, doch durch die Suspendierung ihres Fußballverbandes durften sie allerdings an keinem internationalen Wettbewerb teilnehmen.
4. 1 2 3 4  Der Oman, Bahrain, Libanon und Syrien erhielten ursprünglich alle jeweils einen Qualifikationsplatz, dürfen allerdings nicht an der Champions League teilnehmen, da keiner ihrer Vereine eine Lizenz erhielt.
5. ↑  Indonesien erhielt ursprünglich einen Qualifikationsplatz, doch durch die Suspendierung ihres Fußballverbandes durften sie allerdings an keinem internationalen Wettbewerb teilnehmen.

## Qualifikation
Die Spielpaarungen in den drei Qualifikationsrunden wurden nach der AFC-Vierjahreswertung gesetzt, wobei Begegnungen zwischen Mannschaften desselben Landesverbandes ausgeschlossen waren. Die in der Wertung höher gesetzte Mannschaft hatte jeweils Heimrecht. Die unterlegenen Mannschaften aus den Verbänden, die nur jeweils ein Team in die Champions League entsenden durften, spielten in der Gruppenphase des AFC Cups weiter.
Bei einem Gleichstand wurde zunächst eine Verlängerung gespielt und dann gegebenenfalls ein Elfmeterschießen angewendet.

### Erste Qualifikationsrunde
Das Spiel fand am 27. Januar 2016 statt. Mangels Teilnehmer entfiel die Runde in der Westregion.
Ostregion
|                | Ergebnis |                 |
| -------------- | -------- | --------------- |
| Mohun Bagan AC | 3:1      | Tampines Rovers |

### Zweite Qualifikationsrunde
Die Spiele fanden am 2. Februar 2016 statt. Mangels Teilnehmer entfiel die Runde in der Westregion.
Ostregion
|                         | Ergebnis              |                       |
| ----------------------- | --------------------- | --------------------- |
| Hà Nội T&T              | 1:0                   | Kitchee SC            |
| Chonburi FC             | 3:2 n. V.             | Yangon United         |
| Shandong Luneng Taishan | 6:0                   | Mohun Bagan AC        |
| Muangthong United       | 0:0 n. V. (3:0 i. E.) | Johor Darul Ta’zim FC |

### Play-offs
Die letzte Qualifikationsrunde wird „Play-off“ genannt. Die Spiele fanden am 9. Februar 2016 statt.
Westregion
|                     | Ergebnis              |            |
| ------------------- | --------------------- | ---------- |
| Ittihad FC          | 2:1                   | al-Wihdat  |
| Naft Teheran        | 0:2                   | al-Jaish   |
| Bunyodkor Taschkent | 2:0                   | al Shabab  |
| al-Jazira Club      | 2:2 n. V. (5:4 i. E.) | al-Sadd SC |

Ostregion
|                 | Ergebnis |                         |
| --------------- | -------- | ----------------------- |
| Pohang Steelers | 3:0      | Hà Nội T&T              |
| FC Tokyo        | 9:0      | Chonburi FC             |
| Adelaide United | 1:2      | Shandong Luneng Taishan |
| Shanghai SIPG   | 3:0      | Muangthong United       |

## Gruppenphase
An der Gruppenphase nahmen 32 Klubs aus 11 Landesverbänden teil. 24 Mannschaften waren direkt qualifiziert, dazu kamen noch 8 (je vier aus der West- und Ostregion) aus den Qualifikationsrunden. Die Gruppenauslosung fand am 10. Dezember 2015 in der malaysischen Hauptstadt Kuala Lumpur statt. Die Mannschaften wurden in acht Gruppen mit je vier Teilnehmern gelost. Die Teams der Westregion bildeten die Gruppen A bis D, die der Ostregion die Gruppen E bis H. Mannschaften desselben Landesverbandes konnten nicht in die gleiche Gruppe gelost werden.
Die Gruppensieger und -zweiten qualifizierten sich für das Achtelfinale, die Dritt- und Viertplatzierten schieden aus dem Wettbewerb aus. Bei Punktgleichheit zweier oder mehrerer Mannschaften wurde die Platzierung durch folgende Kriterien ermittelt:
1. Anzahl Punkte im direkten Vergleich
2. Tordifferenz im direkten Vergleich
3. Anzahl Tore im direkten Vergleich
4. Anzahl Auswärtstore im direkten Vergleich
5. Wenn nach Anwenden der Kriterien 1 bis 4 zwei oder mehr Mannschaften immer noch den gleichen Tabellenplatz belegen, werden für diese Teams die Kriterien 1 bis 4 erneut angewendet. Sollte dies zu keiner definitiven Platzierung führen, werden die Kriterien 6 bis 10 angewendet.
6. Tordifferenz aus allen Gruppenspielen
7. Anzahl Tore in allen Gruppenspielen
8. Wenn es nur um zwei Mannschaften geht und diese beiden auf dem Platz stehen, kommt es zwischen diesen zu einem Elfmeterschießen.
9. Niedrigere Anzahl Punkte durch Gelbe und Rote Karten (Gelbe Karte 1 Punkt, Gelb-Rote und Rote Karte 3 Punkte, Gelbe Karte auf die eine direkte Rote Karte folgt 4 Punkte)
10. Höherer Rang des Fußballverbandes in der AFC-Vierjahreswertung

### Gruppe A
| Pl. | Verein              | Sp. | S | U | N | Tore    | Diff. | Punkte |
| --- | ------------------- | --- | - | - | - | ------- | ----- | ------ |
| 1.  | Lokomotiv Taschkent | 6   | 2 | 4 | 0 | 006:300 | +3    | 10     |
| 2.  | al-Nasr SC          | 6   | 2 | 3 | 1 | 005:400 | +1    | 09     |
| 3.  | Ittihad FC          | 6   | 2 | 3 | 1 | 009:400 | +5    | 09     |
| 4.  | Sepahan FC          | 6   | 1 | 0 | 5 | 002:110 | −9    | 03     |

| 23. Februar 2016    |     |                                                          |
| Lokomotiv Taschkent | 1:1 | Ittihad FC \| Lokomotiv-Stadion                          |
| Sepahan FC          | 2:0 | al-Nasr SC \| Foolad Shahr Stadium                       |
| 1. März 2016        |     |                                                          |
| Ittihad FC          | 1:1 | Lokomotiv Taschkent \| King Abdullah Sports City Stadium |
| al-Nasr SC          | 2:0 | Sepahan FC \| al-Maktoum-Stadion                         |
| 15. März 2016       |     |                                                          |
| Ittihad FC          | 1:2 | al-Nasr SC \| King Abdullah Sports City Stadium          |
| Sepahan FC          | 0:2 | Lokomotiv Taschkent \| Foolad Shahr Stadium              |
| 6. April 2016       |     |                                                          |
| Lokomotiv Taschkent | 1:0 | Sepahan FC \| Lokomotiv-Stadion                          |
| al-Nasr SC          | 0:0 | Ittihad FC \| al-Maktoum-Stadion                         |
| 20. April 2016      |     |                                                          |
| Ittihad FC          | 4:0 | Sepahan FC \| Jassim-Bin-Hamad-Stadion                   |
| al-Nasr SC          | 1:1 | Lokomotiv Taschkent \| al-Maktoum-Stadion                |
| 4. Mai 2016         |     |                                                          |
| Lokomotiv Taschkent | 0:0 | al-Nasr SC \| Bunyodkor-Stadion                          |
| Sepahan FC          | 0:2 | Ittihad FC \| Sultan-Qabus-Sportzentrum                  |

### Gruppe B
| Pl. | Verein              | Sp. | S | U | N | Tore    | Diff. | Punkte |
| --- | ------------------- | --- | - | - | - | ------- | ----- | ------ |
| 1.  | Zob Ahan Isfahan    | 6   | 4 | 2 | 0 | 012:200 | +10   | 14     |
| 2.  | Lekhwiya SC         | 6   | 2 | 3 | 1 | 007:200 | +5    | 09     |
| 3.  | al-Nassr FC         | 6   | 1 | 2 | 3 | 005:140 | −9    | 05     |
| 4.  | Bunyodkor Taschkent | 6   | 0 | 3 | 3 | 005:110 | −6    | 03     |

| 23. Februar 2016    |     |                                                     |
| Lekhwiya SC         | 0:1 | Zob Ahan Isfahan \| Abdullah-bin-Khalifa-Stadion    |
| al-Nassr FC         | 3:3 | Bunyodkor Taschkent \| König-Fahd-Stadion           |
| 1. März 2016        |     |                                                     |
| Bunyodkor Taschkent | 0:1 | al-Nassr FC \| Bunyodkor-Stadion                    |
| Zob Ahan Isfahan    | 0:0 | Lekhwiya SC \| Foolad Shahr Stadium                 |
| 16. März 2016       |     |                                                     |
| Bunyodkor Taschkent | 0:0 | Zob Ahan Isfahan \| Bunyodkor-Stadion               |
| al-Nassr FC         | 1:1 | Lekhwiya SC \| König-Fahd-Stadion                   |
| 5. April 2016       |     |                                                     |
| Zob Ahan Isfahan    | 5:2 | Bunyodkor Taschkent \| Foolad Shahr Stadium         |
| Lekhwiya SC         | 4:0 | al-Nassr FC \| Abdullah-bin-Khalifa-Stadion         |
| 20. April 2016      |     |                                                     |
| Bunyodkor Taschkent | 0:2 | Lekhwiya SC \| Bunyodkor-Stadion                    |
| Zob Ahan Isfahan    | 3:0 | al-Nassr FC \| Sultan-Qabus-Sportzentrum            |
| 4. Mai 2016         |     |                                                     |
| al-Nassr FC         | 0:3 | Zob Ahan Isfahan \| al-Rashid Stadium               |
| Lekhwiya SC         | 0:0 | Bunyodkor Taschkent \| Abdullah-bin-Khalifa-Stadion |

### Gruppe C
| Pl. | Verein              | Sp. | S | U | N | Tore    | Diff. | Punkte |
| --- | ------------------- | --- | - | - | - | ------- | ----- | ------ |
| 1.  | Tractor Sazi Täbris | 6   | 4 | 0 | 2 | 010:300 | +7    | 12     |
| 2.  | al-Hilal            | 6   | 3 | 2 | 1 | 010:700 | +3    | 11     |
| 3.  | Paxtakor Taschkent  | 6   | 3 | 1 | 2 | 010:900 | +1    | 10     |
| 4.  | al-Jazira Club      | 6   | 0 | 1 | 5 | 002:130 | −11   | 01     |

| 24. Februar 2016    |     |                                                             |
| Paxtakor Taschkent  | 2:2 | al-Hilal \| Paxtakor-Zentral-Stadion                        |
| Tractor Sazi Täbris | 4:0 | al-Jazira Club \| Yadegar-e-Emam-Stadion                    |
| 2. März 2016        |     |                                                             |
| al-Jazira Club      | 0:1 | Tractor Sazi Täbris \| al-Jazira-Mohammed-Bin-Zayed-Stadion |
| al-Hilal            | 4:1 | Paxtakor Taschkent \| Prince Faisal bin Fahd Stadium        |
| 15. März 2016       |     |                                                             |
| al-Jazira Club      | 1:1 | al-Hilal \| al-Jazira-Mohammed-Bin-Zayed-Stadion            |
| Paxtakor Taschkent  | 1:0 | Tractor Sazi Täbris \| Paxtakor-Zentral-Stadion             |
| 6. April 2016       |     |                                                             |
| Tractor Sazi Täbris | 2:0 | Paxtakor Taschkent \| Yadegar-e-Emam-Stadion                |
| al-Hilal            | 1:0 | al-Jazira Club \| Prince Faisal bin Fahd Stadium            |
| 19. April 2016      |     |                                                             |
| al-Jazira Club      | 1:3 | Paxtakor Taschkent \| al-Jazira-Mohammed-Bin-Zayed-Stadion  |
| al-Hilal            | 0:2 | Tractor Sazi Täbris \| Qatar SC Stadium                     |
| 3. Mai 2016         |     |                                                             |
| Paxtakor Taschkent  | 3:0 | al-Jazira Club \| Paxtakor-Zentral-Stadion                  |
| Tractor Sazi Täbris | 1:2 | al-Hilal \| Sultan-Qabus-Sportzentrum                       |

### Gruppe D
| Pl. | Verein        | Sp. | S | U | N | Tore    | Diff. | Punkte |
| --- | ------------- | --- | - | - | - | ------- | ----- | ------ |
| 1.  | al-Jaish      | 6   | 3 | 1 | 2 | 006:800 | −2    | 10     |
| 2.  | al Ain Club   | 6   | 3 | 1 | 2 | 008:600 | +2    | 10     |
| 3.  | al-Ahli       | 6   | 3 | 0 | 3 | 010:700 | +3    | 09     |
| 4.  | Nasaf Karschi | 6   | 1 | 2 | 3 | 004:700 | −3    | 05     |

| 24. Februar 2016 |     |                                                    |
| al Ain Club      | 1:2 | al-Jaish \| Hazza-Bin-Zayed-Stadion                |
| al-Ahli          | 2:1 | Nasaf Karschi \| King Abdullah Sports City Stadium |
| 2. März 2016     |     |                                                    |
| al-Jaish         | 2:1 | al Ain Club \| Abdullah-bin-Khalifa-Stadion        |
| Nasaf Karschi    | 2:1 | al-Ahli \| Zentralstadion Qarshi                   |
| 16. März 2016    |     |                                                    |
| al-Jaish         | 1:0 | Nasaf Karschi \| Abdullah-bin-Khalifa-Stadion      |
| al Ain Club      | 1:0 | al-Ahli \| Hazza-Bin-Zayed-Stadion                 |
| 5. April 2016    |     |                                                    |
| Nasaf Karschi    | 0:0 | al-Jaish \| Zentralstadion Qarshi                  |
| al-Ahli          | 1:2 | al Ain Club \| King Abdullah Sports City Stadium   |
| 19. April 2016   |     |                                                    |
| al-Jaish         | 1:4 | al-Ahli \| Abdullah-bin-Khalifa-Stadion            |
| Nasaf Karschi    | 1:1 | al Ain Club \| Zentralstadion Qarshi               |
| 3. Mai 2016      |     |                                                    |
| al Ain Club      | 2:0 | Nasaf Karschi \| Hazza-Bin-Zayed-Stadion           |
| al-Ahli          | 2:0 | al-Jaish \| King Abdullah Sports City Stadium      |

### Gruppe E
| Pl. | Verein                 | Sp. | S | U | N | Tore    | Diff. | Punkte |
| --- | ---------------------- | --- | - | - | - | ------- | ----- | ------ |
| 1.  | Jeonbuk Hyundai Motors | 6   | 3 | 1 | 2 | 013:900 | +4    | 10     |
| 2.  | FC Tokyo               | 6   | 3 | 1 | 2 | 008:800 | ±0    | 10     |
| 3.  | Jiangsu Suning         | 6   | 2 | 3 | 1 | 010:700 | +3    | 09     |
| 4.  | Becamex Bình Dương     | 6   | 1 | 1 | 4 | 006:130 | −7    | 04     |

| 23. Februar 2016       |     |                                                                 |
| Jeonbuk Hyundai Motors | 2:1 | FC Tokyo \| Jeonju-World-Cup-Stadion                            |
| Becamex Bình Dương     | 1:1 | Jiangsu Suning \| Gò Đậu Stadium                                |
| 1. März 2016           |     |                                                                 |
| FC Tokyo               | 3:1 | Becamex Bình Dương \| Tokio-Stadion                             |
| Jiangsu Suning         | 3:2 | Jeonbuk Hyundai Motors \| Nanjing Olympic-Sports-Center-Stadion |
| 15. März 2016          |     |                                                                 |
| Jeonbuk Hyundai Motors | 2:0 | Becamex Bình Dương \| Jeonju-World-Cup-Stadion                  |
| FC Tokyo               | 0:0 | Jiangsu Suning \| Tokio-Stadion                                 |
| 6. April 2016          |     |                                                                 |
| Becamex Bình Dương     | 3:2 | Jeonbuk Hyundai Motors \| Gò Đậu Stadium                        |
| Jiangsu Suning         | 1:2 | FC Tokyo \| Nanjing Olympic-Sports-Center-Stadion               |
| 20. April 2016         |     |                                                                 |
| FC Tokyo               | 0:3 | Jeonbuk Hyundai Motors \| Tokio-Stadion                         |
| Jiangsu Suning         | 3:0 | Becamex Bình Dương \| Nanjing Olympic-Sports-Center-Stadion     |
| 4. Mai 2016            |     |                                                                 |
| Jeonbuk Hyundai Motors | 2:2 | Jiangsu Suning \| Jeonju-World-Cup-Stadion                      |
| Becamex Bình Dương     | 1:2 | FC Tokyo \| Gò Đậu Stadium                                      |

### Gruppe F
| Pl. | Verein                  | Sp. | S | U | N | Tore    | Diff. | Punkte |
| --- | ----------------------- | --- | - | - | - | ------- | ----- | ------ |
| 1.  | FC Seoul                | 6   | 4 | 1 | 1 | 017:500 | +12   | 13     |
| 2.  | Shandong Luneng Taishan | 6   | 3 | 2 | 1 | 007:500 | +2    | 11     |
| 3.  | Sanfrecce Hiroshima     | 6   | 3 | 0 | 3 | 009:800 | +1    | 09     |
| 4.  | Buriram United          | 6   | 0 | 1 | 5 | 001:160 | −15   | 01     |

| 23. Februar 2016        |     |                                                            |
| Sanfrecce Hiroshima     | 1:2 | Shandong Luneng Taishan \| Hiroshima Big Arch              |
| Buriram United          | 0:6 | FC Seoul \| Buriram Stadium                                |
| 1. März 2016            |     |                                                            |
| FC Seoul                | 4:1 | Sanfrecce Hiroshima \| Seoul-World-Cup-Stadion             |
| Shandong Luneng Taishan | 3:0 | Buriram United \| Jinan Olympic Sports Center Stadium      |
| 16. März 2016           |     |                                                            |
| Sanfrecce Hiroshima     | 3:0 | Buriram United \| Hiroshima Big Arch                       |
| Shandong Luneng Taishan | 1:4 | FC Seoul \| Jinan Olympic Sports Center Stadium            |
| 5. April 2016           |     |                                                            |
| FC Seoul                | 0:0 | Shandong Luneng Taishan \| Seoul-World-Cup-Stadion         |
| Buriram United          | 0:2 | Sanfrecce Hiroshima \| Buriram Stadium                     |
| 20. April 2016          |     |                                                            |
| FC Seoul                | 2:1 | Buriram United \| Seoul-World-Cup-Stadion                  |
| Shandong Luneng Taishan | 1:0 | Sanfrecce Hiroshima \| Jinan Olympic Sports Center Stadium |
| 4. Mai 2016             |     |                                                            |
| Sanfrecce Hiroshima     | 2:1 | FC Seoul \| Hiroshima Big Arch                             |
| Buriram United          | 0:0 | Shandong Luneng Taishan \| Buriram Stadium                 |

### Gruppe G
| Pl. | Verein                  | Sp. | S | U | N | Tore    | Diff. | Punkte |
| --- | ----------------------- | --- | - | - | - | ------- | ----- | ------ |
| 1.  | Shanghai SIPG           | 6   | 4 | 0 | 2 | 010:800 | +2    | 12     |
| 2.  | Melbourne Victory       | 6   | 2 | 3 | 1 | 007:700 | ±0    | 09     |
| 3.  | Suwon Samsung Bluewings | 6   | 2 | 3 | 1 | 007:400 | +3    | 09     |
| 4.  | Gamba Osaka             | 6   | 0 | 2 | 4 | 004:900 | −5    | 02     |

| 24. Februar 2016        |     |                                                          |
| Melbourne Victory       | 2:1 | Shanghai SIPG \| Melbourne Rectangular Stadium           |
| Suwon Samsung Bluewings | 0:0 | Gamba Osaka \| Suwon-World-Cup-Stadion                   |
| 2. März 2016            |     |                                                          |
| Gamba Osaka             | 1:1 | Melbourne Victory \| Suita City Football Stadium         |
| Shanghai SIPG           | 2:1 | Suwon Samsung Bluewings \| Shanghai-Stadion              |
| 15. März 2016           |     |                                                          |
| Melbourne Victory       | 0:0 | Suwon Samsung Bluewings \| Melbourne Rectangular Stadium |
| Shanghai SIPG           | 2:1 | Gamba Osaka \| Shanghai-Stadion                          |
| 6. April 2016           |     |                                                          |
| Gamba Osaka             | 0:2 | Shanghai SIPG \| Suita City Football Stadium             |
| Suwon Samsung Bluewings | 1:1 | Melbourne Victory \| Suwon-World-Cup-Stadion             |
| 19. April 2016          |     |                                                          |
| Gamba Osaka             | 1:2 | Suwon Samsung Bluewings \| Suita City Football Stadium   |
| Shanghai SIPG           | 3:1 | Melbourne Victory \| Shanghai-Stadion                    |
| 3. Mai 2016             |     |                                                          |
| Melbourne Victory       | 2:1 | Gamba Osaka \| Melbourne Rectangular Stadium             |
| Suwon Samsung Bluewings | 3:0 | Shanghai SIPG \| Suwon-World-Cup-Stadion                 |

### Gruppe H
| Pl. | Verein               | Sp. | S | U | N | Tore    | Diff. | Punkte |
| --- | -------------------- | --- | - | - | - | ------- | ----- | ------ |
| 1.  | Sydney FC            | 6   | 3 | 1 | 2 | 004:400 | ±0    | 10     |
| 2.  | Urawa Red Diamonds   | 6   | 2 | 3 | 1 | 006:400 | +2    | 09     |
| 3.  | Guangzhou Evergrande | 6   | 2 | 2 | 2 | 006:500 | +1    | 08     |
| 4.  | Pohang Steelers      | 6   | 1 | 2 | 3 | 002:500 | −3    | 05     |

| 24. Februar 2016     |     |                                                 |
| Urawa Red Diamonds   | 2:0 | Sydney FC \| Saitama Stadium 2002               |
| Guangzhou Evergrande | 0:0 | Pohang Steelers \| Tianhe-Stadion               |
| 2. März 2016         |     |                                                 |
| Sydney FC            | 2:1 | Guangzhou Evergrande \| Sydney Football Stadium |
| Pohang Steelers      | 1:0 | Urawa Red Diamonds \| Steel-Yard-Stadion        |
| 16. März 2016        |     |                                                 |
| Guangzhou Evergrande | 2:2 | Urawa Red Diamonds \| Tianhe-Stadion            |
| Pohang Steelers      | 0:1 | Sydney FC \| Steel-Yard-Stadion                 |
| 5. April 2016        |     |                                                 |
| Sydney FC            | 1:0 | Pohang Steelers \| Sydney Football Stadium      |
| Urawa Red Diamonds   | 1:0 | Guangzhou Evergrande \| Saitama Stadium 2002    |
| 19. April 2016       |     |                                                 |
| Pohang Steelers      | 0:2 | Guangzhou Evergrande \| Steel-Yard-Stadion      |
| 20. April 2016       |     |                                                 |
| Sydney FC            | 0:0 | Urawa Red Diamonds \| Sydney Football Stadium   |
| 3. Mai 2016          |     |                                                 |
| Urawa Red Diamonds   | 1:1 | Pohang Steelers \| Saitama Stadium 2002         |
| Guangzhou Evergrande | 1:0 | Sydney FC \| Tianhe-Stadion                     |

## Finalrunde
Die bereits ab den Qualifikationsrunden bestehende Aufteilung in die West- und Ostregion wurde in der Finalrunde bis zum Finale fortgeführt.

### Achtelfinale
Die Spielpaarungen für das Achtelfinale wurden schon bei der Auslosung der Gruppenphase im Dezember 2015 blind festgelegt. So konnte es dazu kommen, dass Mannschaften desselben Landesverbandes gegeneinander spielen mussten. Es traf je ein Gruppenzweiter auf einen Gruppensieger einer anderen Gruppe, wobei die Gruppensieger das Hinspiel zunächst auswärts bestritten. Die Hinspiele fanden am 17. und 18. Mai 2016 statt, die Rückspiele am 24. und 25. Mai 2016.
Westregion
|             | Gesamt |                     | Hinspiel | Rückspiel |
| ----------- | ------ | ------------------- | -------- | --------- |
| al-Hilal    | 1:2    | Lokomotiv Taschkent | 0:0      | 1:2       |
| al-Nasr SC  | 5:4    | Tractor Sazi Täbris | 4:1      | 1:3       |
| al Ain Club | 3:1    | Zob Ahan Isfahan    | 1:1      | 2:0       |
| Lekhwiya SC | 4:6    | al-Jaish            | 0:4      | 4:2       |

Ostregion
|                         | Gesamt          |                        | Hinspiel | Rückspiel |
| ----------------------- | --------------- | ---------------------- | -------- | --------- |
| Melbourne Victory       | 2:3             | Jeonbuk Hyundai Motors | 1:1      | 1:2       |
| FC Tokyo                | (a)2:2(a)       | Shanghai SIPG          | 2:1      | 0:1       |
| Urawa Red Diamonds      | 3:3 (6:7 i. E.) | FC Seoul               | 1:0      | 2:3 n. V. |
| Shandong Luneng Taishan | (a)3:3(a)       | Sydney FC              | 1:1      | 2:2       |

### Viertelfinale
Die Spielpaarungen für das Viertelfinale wurden am 9. Juni 2016 ausgelost. Es gab dabei keine gesetzten Mannschaften und Teams desselben Landesverbandes konnten einander zugelost werden. Die Hinspiele fanden am 23. und 24. August 2016 statt, die Rückspiele am 13. und 14. September 2016.
Westregion
|             | Gesamt |                     | Hinspiel | Rückspiel |
| ----------- | ------ | ------------------- | -------- | --------- |
| al Ain Club | 1:0    | Lokomotiv Taschkent | 0:0      | 1:0       |
| al-Jaish    | 4:0    | al-Nasr SC          | 3:0 1    | 1:0       |

Ostregion
|               | Gesamt |                         | Hinspiel | Rückspiel |
| ------------- | ------ | ----------------------- | -------- | --------- |
| Shanghai SIPG | 0:5    | Jeonbuk Hyundai Motors  | 0:0      | 0:5       |
| FC Seoul      | 4:2    | Shandong Luneng Taishan | 3:1      | 1:1       |

### Halbfinale
Im Halbfinale spielten die zwei Mannschaften aus der Westregion und die zwei aus der Ostregion jeweils gegeneinander. Die Reihenfolge der Spiele wurde vor der Auslosung des Viertelfinales festgelegt. Die Hinspiele fanden am 27. und 28. September 2016 statt, die Rückspiele am 18. und 19. Oktober 2016.
Westregion
|             | Gesamt |          | Hinspiel | Rückspiel |
| ----------- | ------ | -------- | -------- | --------- |
| al Ain Club | 5:3    | al-Jaish | 3:1      | 2:2       |

Ostregion
|                        | Gesamt |          | Hinspiel | Rückspiel |
| ---------------------- | ------ | -------- | -------- | --------- |
| Jeonbuk Hyundai Motors | 5:3    | FC Seoul | 4:1      | 1:2       |

### Finale

#### Hinspiel
| Jeonbuk Hyundai Motors                                                              | Jeonbuk Hyundai Motors | al Ain Club | al Ain Club |
| ----------------------------------------------------------------------------------- | --- | --- | ----------- |
| Jeonbuk Hyundai Motors                                                              | \| 19. November 2016 um 19:00 Uhr (11:00 Uhr MEZ) in Jeonju (Jeonju-World-Cup-Stadion) \| \| Ergebnis: 2:1 (0:0) \| \| Zuschauer: 36.158 \| \| Schiedsrichter: Ahmed al-Kaf ( Oman) \| \| Spielbericht \|               | \| 19. November 2016 um 19:00 Uhr (11:00 Uhr MEZ) in Jeonju (Jeonju-World-Cup-Stadion) \| \| Ergebnis: 2:1 (0:0) \| \| Zuschauer: 36.158 \| \| Schiedsrichter: Ahmed al-Kaf ( Oman) \| \| Spielbericht \|                                       | al Ain Club |
| Jeonbuk Hyundai Motors                                                              | Kwoun Sun-tae – Kim Chang-soo, Choi Chul-soon, Lim Jong-eun, Park Won-jae – Kim Hyung-il, Kim Bo-kyung (64. Lee Dong-gook) – Ricardo Lopes, Lee Jae-sung, Leonardo – Kim Shin-wook (81. Edu) Cheftrainer: Choi Kang-hee | Khalid Eisa – Fawzi Fayez, Ismail Ahmed, Mohanad Salem, Mohammed Fayez – Lee Myung-joo, Mohamed Abdulrahman (77. Douglas), Ahmed Barman – Danilo Asprilla (90.+3' Ibrahim Diaky), Omar Abdulrahman , Caio Cheftrainer: Zlatko Dalić ( Kroatien) | al Ain Club |
| Jeonbuk Hyundai Motors                                                              | 1:1 Leonardo (70.) 2:1 Leonardo (77., Foulelfmeter) | 0:1 Asprilla (63.) | al Ain Club |
| Jeonbuk Hyundai Motors                                                              | Kim Hyung-il (42.) | Asprilla (69.), Salem (76.) | al Ain Club |
| 19. November 2016 um 19:00 Uhr (11:00 Uhr MEZ) in Jeonju (Jeonju-World-Cup-Stadion) | | |             |
| Ergebnis: 2:1 (0:0)                                                                 | | |             |
| Zuschauer: 36.158                                                                   | | |             |
| Schiedsrichter: Ahmed al-Kaf ( Oman)                                                | | |             |
| Spielbericht                                                                        | | |             |

#### Rückspiel
| al Ain Club                                                                    | al Ain Club | Jeonbuk Hyundai Motors | Jeonbuk Hyundai Motors |
| ------------------------------------------------------------------------------ | --- | --- | ---------------------- |
| al Ain Club                                                                    | \| 26. November 2016 um 18:25 (15:25 Uhr MEZ) in al-Ain (Hazza-Bin-Zayed-Stadion) \| \| Ergebnis: 1:1 (1:1) \| \| Zuschauer: 23.239 \| \| Schiedsrichter: Ryūji Satō ( Japan) \| \| Spielbericht \|                                                                | \| 26. November 2016 um 18:25 (15:25 Uhr MEZ) in al-Ain (Hazza-Bin-Zayed-Stadion) \| \| Ergebnis: 1:1 (1:1) \| \| Zuschauer: 23.239 \| \| Schiedsrichter: Ryūji Satō ( Japan) \| \| Spielbericht \|                                       | Jeonbuk Hyundai Motors |
| al Ain Club                                                                    | Khalid Eisa – Fawzi Fayez, Ismail Ahmed, Mohanad Salem (86. Saeed Musabbeh), Mohammed Fayez (71. Mohamed Abdulrahman) – Lee Myung-joo, Ahmed Barman – Danilo Asprilla, Omar Abdulrahman , Caio – Douglas (78. Ibrahim Diaky) Cheftrainer: Zlatko Dalić ( Kroatien) | Kwoun Sun-tae – Choi Chul-soon, Kim Chang-soo, Cho Sung-hwan, Park Won-jae – Kim Hyung-il, Kim Bo-kyung (90. Edu) – Ricardo Lopes (5. Han Kyo-won), Lee Jae-sung (58. Kim Shin-wook), Leonardo – Lee Dong-gook Cheftrainer: Choi Kang-hee | Jeonbuk Hyundai Motors |
| al Ain Club                                                                    | 1:1 Lee Myung-joo (34.) | 0:1 Han Kyo-won (30.) | Jeonbuk Hyundai Motors |
| al Ain Club                                                                    | Salem (60.), Abdulrahman (90.) | Han Kyo-won (59.), Park Won-jae (65.), Kim Shin-wook (67.), Cho Sung-hwan (90.+3'), Kwoun Sun-tae (90.+5') | Jeonbuk Hyundai Motors |
| al Ain Club                                                                    | Douglas schießt über das Tor (43.) | | Jeonbuk Hyundai Motors |
| 26. November 2016 um 18:25 (15:25 Uhr MEZ) in al-Ain (Hazza-Bin-Zayed-Stadion) | | |                        |
| Ergebnis: 1:1 (1:1)                                                            | | |                        |
| Zuschauer: 23.239                                                              | | |                        |
| Schiedsrichter: Ryūji Satō ( Japan)                                            | | |                        |
| Spielbericht                                                                   | | |                        |

## Torschützenliste
Nachfolgend sind die besten Torschützen der Champions-League-Saison (ohne Qualifikation) aufgeführt. Bei gleicher Anzahl an Toren sind die Spieler alphabetisch sortiert.
| Rang                   | Nat                 | Spieler              | Verein                  | Tore |
| ---------------------- | ------------------- | -------------------- | ----------------------- | ---- |
| 01                     | Brasilien           | Adriano              | FC Seoul                | 13   |
| 02                     | Brasilien           | Leonardo             | Jeonbuk Hyundai Motors  | 10   |
| 03                     | Brasilien           | Romarinho            | al-Jaish                | 07   |
| 04                     | Montenegro          | Dejan Damjanović     | FC Seoul                | 05   |
|                        | Brasilien           | Douglas              | al Ain Club             | 05   |
|                        | Korea Sud           | Lee Dong-gook        | Jeonbuk Hyundai Motors  | 05   |
|                        | Usbekistan          | Igor Sergeyev        | Paxtakor Taschkent      | 05   |
|                        | China Volksrepublik | Wu Lei               | Shanghai SIPG           | 05   |
| 09                     | Albanien            | Besart Berisha       | Melbourne Victory       | 04   |
|                        | Brasilien           | Elkeson              | Shanghai SIPG           | 04   |
|                        | Marokko             | Abderrazak Hamdallah | al-Jaish                | 04   |
|                        | Brasilien           | Jô                   | Jiangsu Suning          | 04   |
|                        | Kolumbien           | Danilo Asprilla      | al Ain Club             | 04   |
|                        | Vietnam             | Nguyễn Anh Đức       | Becamex Bình Dương      | 04   |
|                        | Brasilien           | Diego Tardelli       | Shandong Luneng Taishan | 04   |
| Stand: Ende der Saison |                     |                      |                         |      |

## Eingesetzte Spieler von Jeonbuk Hyundai Motors
| Jeonbuk Hyundai Motors | - Tor: Kwoun Sun-tae (14/-) - Abwehr: Lim Jong-eun (11/1), Choi Chul-soon (10/-), Kim Chang-soo (8/-), Park Won-jae (8/-), Kim Hyung-il (7/-), Choi Kyu-baek (6/-), Choi Jae-soo (5/-), Cho Sung-hwan (5/-), Kim Young-chan (2/-), Lee Ju-yong (1/-) - Mittelfeld: Leonardo (14/10), Lee Jae-sung (13/1), Kim Bo-kyung (11/1), Han Kyo-won (8/2), Jang Yun-ho (6/-), Luiz Henrique (4/-), Erik Paartalu (4/-), Seo Sang-min (2/-), Lee Ho (1/-) - Sturm: Lee Dong-gook (13/5), Kim Shin-wook (12/1), Ricardo Lopes (12/3), Ko Moo-yeol (7/2), Lee Jong-ho (5/1), Edu (4/-), Kim Hyo-gi (1/-) - Trainer: Choi Kang-hee |

## Schiedsrichter
Die 126 Spiele wurden von 34 verschiedenen Schiedsrichtern aus 18 Ländern geleitet. Jeweils vier Schiedsrichter stammten aus Australien, Japan und Südkorea, drei aus Katar sowie je zwei aus Bahrain, dem Irak, dem Iran, Usbekistan und den Vereinigten Arabischen Emiraten.
Für das Finale waren der Omaner Ahmed al-Kaf (Hinspiel) und der Japaner Ryūji Satō (Rückspiel) verantwortlich.
| Schiedsrichter                    | Land               | Geboren       | Spiele |     |    |   |
| --------------------------------- | ------------------ | ------------- | ------ | --- | -- | - |
| Abdulrahman Abdou                 | Katar              | 1. Okt. 1972  | 004    | 013 | 01 | 0 |
| Ali Abdulnabi                     | Bahrain            | 14. Okt. 1971 | 004    | 015 | 02 | 0 |
| Chris Beath                       | Australien         | 17. Nov. 1984 | 002    | 011 | 01 | 0 |
| Ravshan Ermatov                   | Usbekistan         | 9. Aug. 1977  | 005    | 014 | 02 | 0 |
| Alireza Faghani                   | Iran               | 21. Mär. 1978 | 005    | 019 | 01 | 0 |
| Jarred Gillett                    | Australien         | 1. Nov. 1986  | 001    | 006 | 0  | 0 |
| Peter Green                       | Australien         | 29. Mai 1978  | 003    | 003 | 0  | 0 |
| Jumpei Iida                       | Japan              | 14. Aug. 1981 | 001    | 004 | 0  | 0 |
| Abdulrahman al-Jassim             | Katar              | 14. Okt. 1987 | 006    | 015 | 0  | 1 |
| Ammar al-Jeneibi                  | Ver. Arab. Emirate | 10. Mai 1982  | 001    | 004 | 0  | 0 |
| Ahmed al-Kaf                      | Oman               | 6. Mär. 1983  | 006    | 020 | 02 | 0 |
| Kim Dong-jin                      | Südkorea           | 9. Juni 1973  | 004    | 016 | 0  | 0 |
| Kim Jong-hyeok                    | Südkorea           | 31. Mär. 1983 | 005    | 013 | 0  | 0 |
| Kim Sang-woo                      | Südkorea           | 4. Aug. 1975  | 002    | 006 | 0  | 0 |
| Ko Hyung-jin                      | Südkorea           | 20. Juni 1982 | 004    | 011 | 0  | 0 |
| Liu Kwok Man                      | Hongkong           | 1. Juli 1978  | 002    | 008 | 0  | 0 |
| Ma Ning                           | China              | 14. Juni 1979 | 003    | 016 | 01 | 1 |
| Adham Makhadmeh                   | Jordanien          | 13. Feb. 1987 | 006    | 017 | 0  | 0 |
| Fahad al-Marri                    | Katar              | 1. Jan. 1986  | 002    | 007 | 0  | 0 |
| Dmitri Maschenzew                 | Kirgisistan        | 1. Mai 1976   | 002    | 005 | 01 | 1 |
| Fahad al-Mirdasi                  | Saudi-Arabien      | 16. Aug. 1985 | 004    | 011 | 0  | 0 |
| Mohammed Abdullah Hassan Mohammed | Ver. Arab. Emirate | 2. Dez. 1978  | 003    | 012 | 0  | 1 |
| Hettikamkanamge Perera            | Sri Lanka          | 19. Sep. 1978 | 006    | 020 | 0  | 0 |
| Ali Sabah                         | Irak               | 1. Jan. 1977  | 003    | 008 | 0  | 0 |
| Mohanad Qasim Sarray              | Irak               | 22. Mai 1980  | 005    | 011 | 0  | 0 |
| Ryūji Satō                        | Japan              | 16. Apr. 1977 | 005    | 021 | 01 | 0 |
| Nawaf Shukralla                   | Bahrain            | 13. Okt. 1976 | 005    | 014 | 0  | 0 |
| Ilgiz Tantashev                   | Usbekistan         | 5. Apr. 1984  | 004    | 013 | 0  | 1 |
| Muhammad Taqi                     | Singapur           | 25. Okt. 1986 | 006    | 030 | 01 | 0 |
| Minoru Tōjō                       | Japan              | 30. Aug. 1976 | 003    | 010 | 0  | 0 |
| Mohsen Torky                      | Iran               | 11. Juli 1973 | 001    | 003 | 0  | 0 |
| Ben Williams                      | Australien         | 14. Apr. 1977 | 005    | 017 | 01 | 3 |
| Mohd Amirul Izwan Yaacob          | Malaysia           | 25. Apr. 1986 | 006    | 017 | 01 | 0 |
| Yūdai Yamamoto                    | Japan              | 4. Mär. 1983  | 002    | 005 | 0  | 0 |
| Gesamt                            | Gesamt             | Gesamt        | 126    | 415 | 15 | 8 |